# Natar kursya
Il Nāṭar kursyā (o nāṭar kursi, in siriaco: ܢܛܪ ܟܘܪܣܝܐ, ossia "custode del Trono") era un ufficiale della Chiesa d'Oriente.

## Storia
Il titolo di nāṭar kursyā nacque nel sinodo di Seleucia-Ctesifonte del 410, quando fu riconosciuto ai vescovi di Kaskar il secondo posto nell'ordine gerarchico della Chiesa persiana, dopo il catholicos di Seleucia-Ctesifonte. Ai vescovi di Kaskar fu assegnato il titolo di nāṭar kursyā, ossia di "custode del Trono" durante la vacanza della sede del catholicos. Aveva il compito di gestire il periodo successivo alla morte del patriarca, organizzare i suoi funerali, convocare il Santo Sinodo per l'elezione del nuovo patriarca. A partire dal XIV secolo, quest'onore fu trasferito al metropolita dell'Elam.
In seguito, quest'ufficio cambiò di significato e verso la fine del XV secolo passò ad indicare il successore designato del patriarca regnante. Fu sotto il patriarca Shimun IV Basidi (morto nel 1497) che l'ufficio fu trasformato. Cercando di mantenere l'ufficio patriarcale nella sua famiglia e in violazione del diritto canonico, nominò all'ufficio di nāṭar kursyā il nipote e lo designò suo successore prescelto. Questa pratica divenne tradizionale nella Chiesa assira d'Oriente. A volte il nāṭar kursyā era un nipote, altre volte un fratello minore, ma comunque sempre un vescovo. Verso la fine del XVI secolo il titolo venne attribuito al metropolita di Mosul.
Il sistema del nāṭar kursyā fu successivamente esteso anche alle diocesi della stessa Chiesa.